# 10e division parachutiste
Pour les articles homonymes, voir 10e division.
La 10e division parachutiste (10e DP) est une ancienne unité de l'armée de terre française, à dominante infanterie, composée de troupes aéroportées et spécialisée dans le combat aéroporté et l'assaut par air. Constituée en 1956, elle interviendra principalement lors de l'expédition de Suez en Égypte et lors de la guerre d'Algérie. Elle est dissoute en 1961 à la suite du putsch des généraux.

## Création et différentes dénominations
- 1er juillet 1956 : création à partir du GPI (groupement parachutiste d’intervention) de la 10e division parachutiste[1].
- 30 avril 1961 : dissolution de l'unité.

À l'issue du putsch des généraux en Algérie (avril 1961), les 10e et 25e divisions parachutistes sont dissoutes et forment, le 1er mai 1961, avec la 11e division d'infanterie (11e DI), la 11e division légère d'intervention (11e DLI) qui deviendra plus tard la 11e brigade parachutiste (11e BP).

## Historique des garnisons, campagnes et batailles
La 10e DP intervient en Afrique du Nord pendant la guerre d'Algérie, notamment durant la bataille d'Alger (1957) et lors de l'expédition sur le canal de Suez (1956) en Égypte.

### Constitutions successives
Le 1er juillet 1956, la 10e division parachutiste est créée à partir des unités du GPI et ne comprend alors que 4 régiments d'infanterie parachutiste :

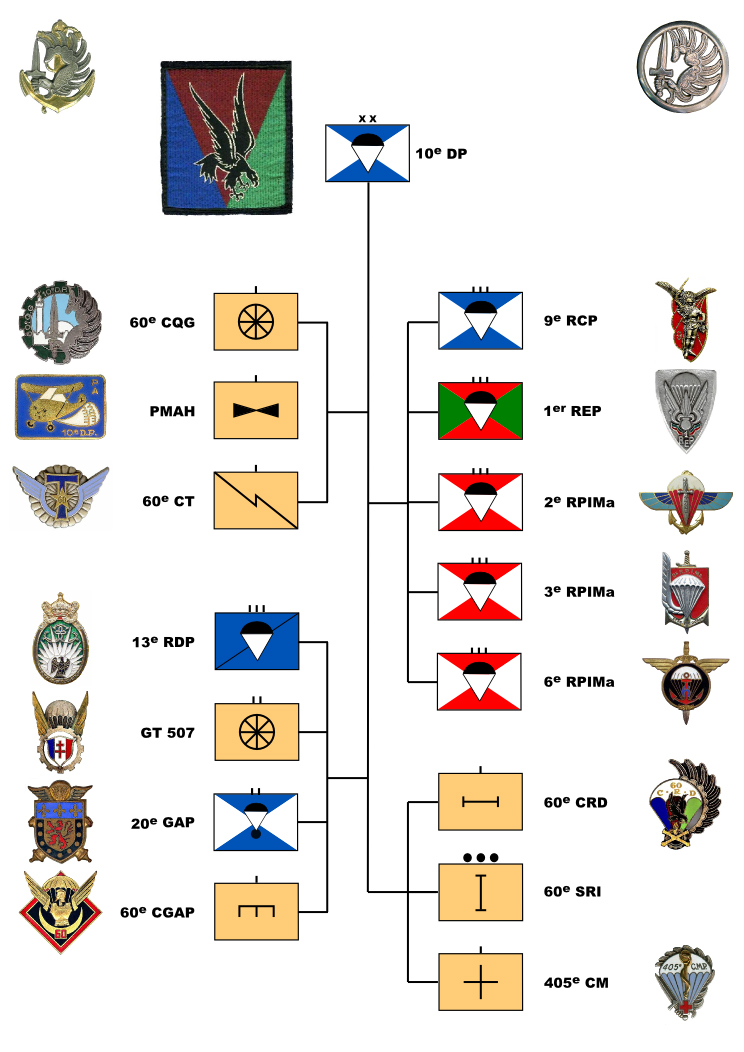
Organigramme de la 10e DP le 1 avril 1960

- Éléments organiques et de soutien :
  - 60e compagnie de quartier général (60e CQG)
  - 60e compagnie de transmission (60e CT)
  - Peloton ALAT
  - Groupe de transport 507 (GT 507)
  - 60e compagnie de génie aéroporté (60e CGAP)
  - 60e compagnie de réparation divisionnaire (60e CRD)
  - 405e compagnie médicale (405e CM)
  - 60e SRI
- Infanterie parachutiste:
  - 1er REP (1er régiment étranger de parachutistes)
  - 1er RCP (1er régiment de chasseurs parachutistes)
  - 2e RPC (2e régiment de parachutistes coloniaux)
  - 3e RPC (3e régiment de parachutistes coloniaux)
- Artillerie parachutiste
  - 20e GAP

Au cours du temps la division subit des remaniements et de nouvelles unités viennent grossir ses rangs :
- Le 1er juillet 1957, le 13e régiment de dragons parachutistes (13e RDP) est rattaché à la division[3].
- Le 10 juillet 1957, le 6e régiment de parachutistes coloniaux (6e RPC), en provenance du Maroc, intègre la division[4].
- Le 1er avril 1960, le 1er RCP quitte la 10e division et permute avec le 9e régiment de chasseurs parachutistes (9e RCP).

Le 1er décembre 1958, les régiments de parachutistes coloniaux (RPC) changent d'appellation et deviennent des régiments parachutistes d'infanterie de marine (RPIMa) tout en conservant leur numéro d’ordre.

### Opération Mousquetaire
À peine constituée, la 10e DP est désignée pour intervenir lors de l'opération Mousquetaire dans le cadre de la crise du canal de Suez avec la 7e division mécanique rapide.
Pour cette opération, la division est renforcée et atteint un effectif de 8 300 hommes :
- un escadron du 2e REC (149 h - 17 chars AMX 13) et de 10 LVT Alligator (40 h) renforce le 1er REP
- peloton de 6 jeeps Delahaye armées de missile SS 10
- 453e groupe d'artillerie antiaérienne (453e GAAL - 860 h)

L'opération aéroportée débute le 5 novembre 1956 avec le largage du 2e RPC. À 7h30, 487 hommes conduits par le colonel Château-Jobert sautent sur Port-Saïd (drop zone no 5) puis, à 15h15, les 503 parachutistes du lieutenant-colonel Fossey-François sont à leur tour largués sur Port-Fouad (drop zone no 6).
Le lendemain, une opération amphibie vient compléter l'attaque et voit le débarquement du 1er REP sur les deux localités.
L'intervention militaire est un succès, mais sous la pression internationale, la France et le Royaume-Uni sont contraintes d'évacuer l’Égypte le 22 décembre.

### Bataille d'Alger et pratique de la torture
À la suite de la vague d'attentats terroristes à Alger qui font de nombreuses victimes civiles, Robert Lacoste, le ministre résident en Algérie, confie en janvier 1957 au général Massu la totalité des pouvoirs de police dans la zone d'Alger. Les parachutistes perquisitionnent, arrêtent et interrogent. Le 23 février, Larbi Ben M’hidi est arrêté par des hommes du 3e Régiment de Parachutistes Coloniaux. Refusant de parler, il est pendu dans la nuit du 3 au 4 mars 1957 par le commandant et futur général Aussaresses, alors patrons des services de renseignements de la division. Grâce au renseignement et surtout au recours systématique à la torture, Massu prend l'avantage. En septembre 1957, le FLN d'Alger est moribond et les attentats réduits à néant.
Des officiers de la 10e DP sont mis en cause par Henri Alleg comme étant ceux qui ont pratiqué la torture sur lui et Maurice Audin. Dans La question, Henri Alleg fait dire à l'un de ces officiers : « Tu vas parler ! Tout le monde doit parler ici ! On a fait la guerre en Indochine, ça nous a servi pour vous connaître. Ici, c'est la Gestapo ! Tu connais la Gestapo ? Puis, ironique : Tu as fait des articles sur les tortures, hein, salaud ! Eh bien ! maintenant, c'est la 10e DP qui les fait sur toi,. »
Cette affirmation du caractère systématique des actes de torture, largement diffusée par le Parti communiste, est combattue par des militaires qui ont combattu en Algérie. Pour le colonel Godard, l'un des acteurs de la bataille d'Alger, « forcer les aveux d'un porteur de bombe ou d'un lanceur de grenades est contraire à la tradition militaire ». De même, Hélie de Saint Marc, déporté et ancien chef de corps par intérim du 1er REP, à la question « peut-on parler d'un usage général de la torture ? » répond : « Certainement pas » et de continuer « Je ne crois pas que l'on puisse dire que ces méthodes aient été institutionnalisées ».
Mais le général Massu lui-même, en 2000, lors d'un entretien donné au quotidien Le Monde du 21 juin 2000, déclare que « le principe de la torture était accepté ; cette action, assurément répréhensible, était couverte, voire ordonnée, par les autorités civiles, qui étaient parfaitement au courant ». Il ajoute : « J'ai dit et reconnu que la torture avait été généralisée en Algérie (...) On aurait dû faire autrement, c'est surtout à cela que je pense. Mais quoi, comment? Je ne sais pas. Il aurait fallu chercher ; tenter de trouver. On n'a malheureusement pas réussi, ni Salan, ni Allard, ni moi, ni personne. ».
Le général Aussaresses dans son ouvrage Services spéciaux : Algérie 1955-1957 paru en 2001 reconnait avoir pratiqué la torture en Algérie, la jugeant même légitime,. Dans ce même ouvrage, il précise avoir donné l'ordre à ses hommes de tuer le  militant et combattant Larbi Ben M'hidi et l'avocat et militant algérien Ali Boumendjel, leurs morts étant ensuite maquillées en suicide.
La division intervient également dans la disparition de Slimane Asselah.

### Opération Jumelles
L'opération Jumelles est une opération militaire menée par l'armée française durant la guerre d'Algérie contre la wilaya III dans le cadre du plan Challe. Elle se déroule du 22 juillet 1959 au 4 avril 1960. L'armée française mobilise 60 000 hommes dont la demi-brigade de fusiliers marins (DBFM), le 5e régiment étranger d'infanterie (REI), la 10e Division de parachutistes (DP), des avions et des hélicoptères et l'appui des services de renseignements du 2e bureau, afin de ratisser la wilaya et d'éradiquer totalement l'ALN par des combats continus. Un des artisans du succès de cette opération Jumelles fut le capitaine Georges Catala chef du B2 "Opération-Renseignement"  de la 10e DP (ancien commandant du 2e escadron du 13 RDP en 1958 basé à Tamda). 

### Bataille des Frontières
Trois des cinq régiments d'infanterie parachutiste de la division (1er RCP, 1er REP et 3e RPC), participent de janvier à mai 1958, à la bataille des Frontières qui permet d'enrayer l'aide accordée au FLN par la Tunisie qui vient d'accéder à son indépendance.
Pour ce faire, le général Salan, commandant supérieur en Algérie, confie cinq régiments parachutistes au général Vanuxem qui commande la zone est-constantinois (ZEC). Durant 5 mois, ces unités vont intercepter les bandes rebelles qui ont réussi à franchir le barrage électrifié de la ligne Challe. Les pertes de l'ALN sont estimées à 3 320 hommes et 2 240 armes ont été récupérées pendant la bataille.

### Putsch des généraux
Pendant le putsch des généraux, le 23 avril 1961, des éléments de la 10e DP, unité réputée « très proche de la population algéroise », se rallie aux putschistes (à l'exception du 3e RPIMA du lieutenant-colonel Guy Le Borgne). Comme dans la majorité des unités d'Algérie, le ralliement n'est pas sans ambiguïté, et l'attitude des officiers souvent expectative. La position du chef du corps, le général Saint Hillier est tout en clair-obscur : dans un premier temps arrêté et remplacé à la tête de la division par le colonel Ceccaldi, il est rapidement libéré et cherche à reprendre son commandement sans pour autant approuver les putschistes.
À l'issue du putsch, les trois divisions de réserve (10e DP, 25e DP et 11e DI) sont dissoutes, et forment le 1er mai 1961 la 11e DLI et trois brigades de réserve générale, une pour chacun des trois corps d'Algérie, qui sont des unités mixtes où coexistent parachutistes et troupes d'infanterie.
Le 1er REP, seule unité de la division sanctionnée à l'issue du putch, est dissous le 30 avril et ses effectifs sont principalement affectés au 1er RE

## Chefs de corps
- 1956 - 1959 : général Massu (1er juillet 1956 au 3 février 1959).
- 1959 - 1960 : général Gracieux (jusqu'au 12 mai 1960).
- 1960 - 1961 : général Saint-Hillier (jusqu'au 30 avril 1961).

Insigne: Rectangle parti de 3 couleurs (les bérets) portant en cœur un aigle plongeant noir.

## Faits d'armes
Brigadier Claude Berard, de 1958 à 1960, PMAH commandé par le capitaine Jean Gervais, groupement parachutiste d'intervention, équipage "Charly" :
« Notre groupement était rattaché à la division la plus opérationnelle d'Algérie. En seulement cinq ans nos équipages ont gagné 79 situations. Cette efficacité n'était pas due au nombre puisque nous étions environ 60 hommes. Les postes n'étaient donc pas bien définis.
Il était pour nous difficile de résister mais je continuais à me porter volontaire pour les missions.
Je me rappelle avoir gardé un avion dans les gorges de Palestro à la suite du crash d'un L18. Les gorges étaient un endroit très risqué et nous n'étions que deux.
Mais l'opération qui était sûrement la plus risquée est celle d'un transfert d'une citerne d'essence de 2 500 l de la Reghaia jusqu'à Médéa en passant par les gorges de la Chiffa. Nous étions deux : le chauffeur et moi. Nous n'avions pas d'escorte, nous ne pensions pas revenir à notre base en vie, et pourtant nous avons réussi.
Ces deux exemples ne sont qu'une infime partie de tout ce que notre peloton a pu faire. »

## Personnalités ayant servi au sein de l'unité
- Général Massu, commandant de la division.
- Commandant Aussaresses, chef des services de renseignement de la division en 1957[9].
- Lieutenant-colonel Bigeard, chef de corps du 3e RPC.
- Lieutenant-colonel Mayer, chef de corps du 1er RCP.
- Lieutenant-colonel Jeanpierre, chef de corps du 1er REP, tué au combat à la tête du régiment le 29 mai 1958 près de Guelma.
- Commandant Hélie de Saint Marc, commandant en second du 1er REP.
- Colonel Château-Jobert, chef de corps du 2e RPC.
- Commandant Pouget, chef d'escadron dans la section de pliage des parachutes de la compagnie de commandement.
- Capitaine Faulques, sert comme officier de renseignement au sein du 1er REP.
- Capitaine Graziani, est muté en janvier 1957 au 2e Bureau durant la bataille d'Alger et rejoint le 6e RPC en juillet 1958.
- Jean-Marie Le Pen, sert quelques mois au 1er REP comme lieutenant de réserve rappelé, pendant l'intervention franco-britannique à Suez, en novembre 1956, et une partie de la bataille d'Alger.
- Adjudant Zga, sert au 3e RCP comme garde du corps du Lieutenant-colonel Bigeard.

## Sources et bibliographie
- Collectif, Histoire des parachutistes français, Société de Production Littéraire, 1975.
- Jacques Baltzer et Eric Micheletti, Insignes et brevets parachutistes de l'armée française : des origines à nos jours, Paris, Histoire & collections, 2001, 192 p. (ISBN 978-2-913903-31-9).
- Michel de Jaeghere, Le livre blanc de l'armée française en Algérie, Paris, Contretemps, 2001, 280 p. (ISBN 978-2-9517809-0-3)